# Максим Дю Кан

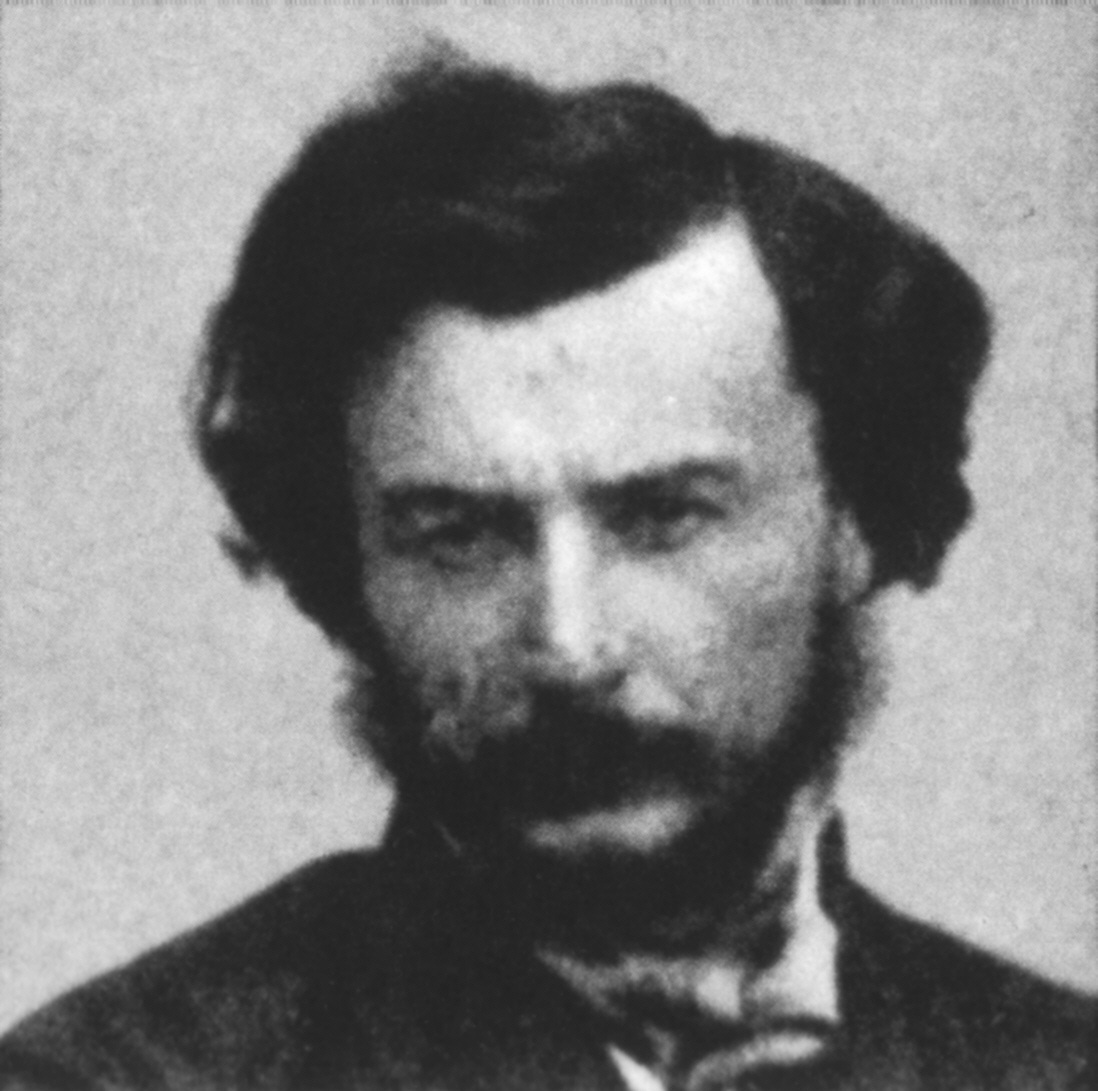
Максим Дю Камп, калотипія

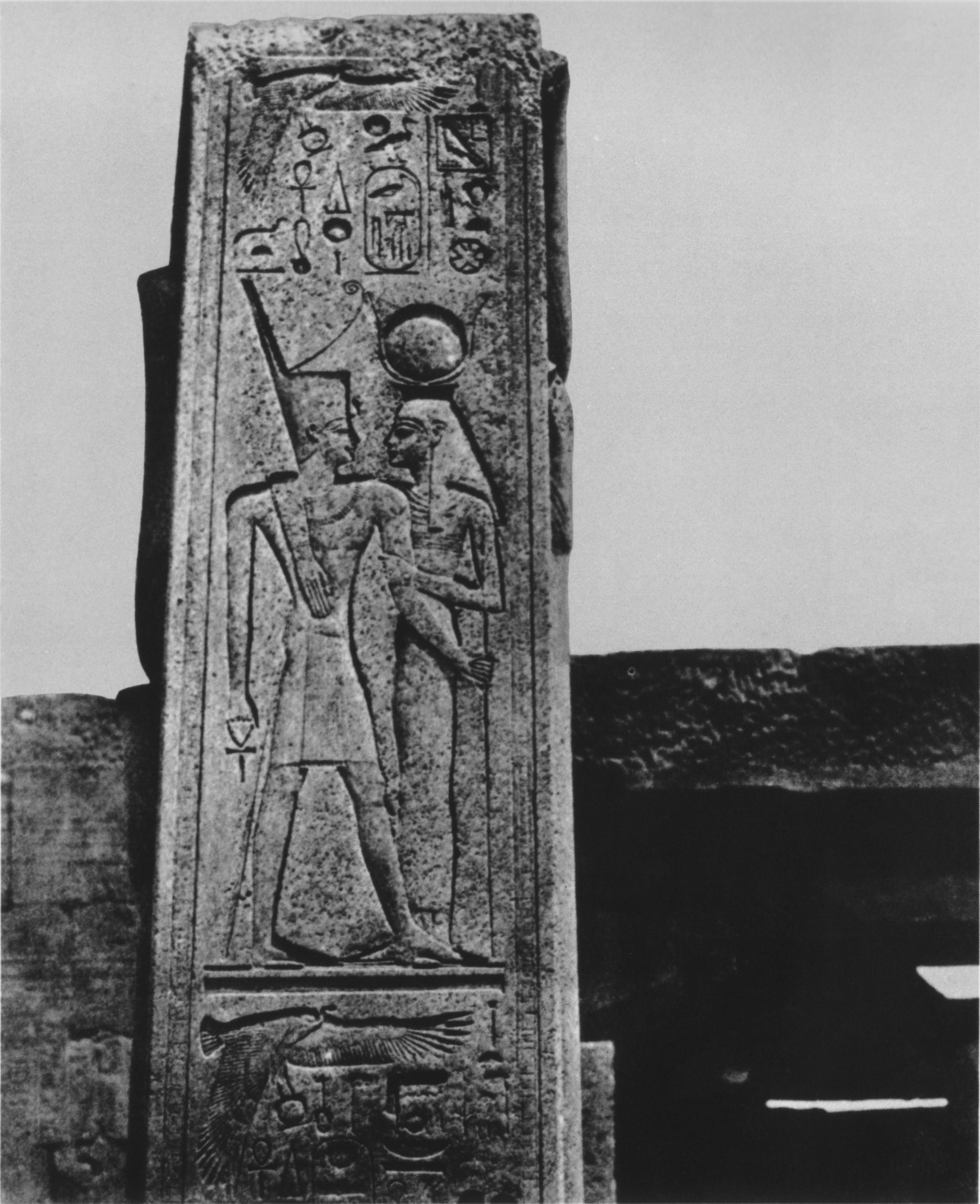
Стела з Карнака, Єгипет, близько 1850 р. Автор Максим Дю Кан

Максим Дю Кан (нар. 8 лютого 1822, Париж – пом. 8 лютого 1894, Баден-Баден, Німеччина) — французький письменник, журналіст і фотограф.

## Біографія
Максим Дю Кан був і залишається своєрідною тіньовою постаттю в історії Франції. Він народився 8 лютого 1822 року в Парижі в заможній іспанській родині. Дю Кан подорожував на Схід у молодості. Активний політичний діяч, брав участь у Лютневій революції 1848 року, боровся проти повстання в червні того ж року і був за це відзначений. Спочатку Дю Кан працював переважно як письменник і журналіст; він подорожував до Бретані та на Схід і писав про свої подорожі. Він також зацікавився новою технологією фотографії. Він знову побував у долині НІлу цього разу як фотограф.
У 1849 році уряд Франції доручив Дю Кану здійснити масштабну експедицію вздовж Нілу. Після експедиції Жана-Франсуа Шампольйона, саме Єгипет, як важливе джерело культури, надзвичайно приваблював французьких учених і митців. Аж тут з'явилися перші фотографи, які систематично задовольняли великий попит на відповідні зображення у науці та суспільстві загалом. Перш ніж вирушити в подорож до Єгипту, Дю Кан брав уроки у видатного фотографа Гюстава Ле Грея. Дю Кан та його супутник письменник Гюстав Флобер повернулися до Франції в 1851 році. З їхньої експедиції Дю Кан привіз понад 220 паперових негативів. ПІсля подорожі до Єгипту він оселився в Парижі як вільний письменник. Крім віршів і романів, ним було створено кілька фотоальбомів про Африку і Близький Схід; напр.: «Єгипет, Нубія, Палестина та Сирія» (1852) і «Ніл, Єгипет і Нубія» (1854).
Після повернення з Північної Африки в 1851 році він став співзасновником часопису Revue de Paris. У наступні шість років активно працював над часописом, який уперше дав змогу публікуватися молодим авторам. Найвідомішими публікаціями «Ревю де Парі», головним редактором якого був Дю Камп, стали стаття Шарля Бодлера про Едгара Аллана По та роман «Пані Боварі» Флобера.
Дю Кан легко піддавався впливу і був дуже нестійким у своїх політичних поглядах. Революціонер 1848 року, він приєднався до Тисячної експедиції в 1860 році та здійснив марш на Сицилію під керівництвом Джузеппе Гарібальді. Повернувшись до Франції, він почав свою працю «Les convulsions de Paris» («Судоми Парижа»), в якій, спираючись на офіційні (поліцейські) джерела, подав свій погляд на повстання Паризької Комуни. Коли перший том був опублікований у 1875 році, розгорілася суперечлива дискусія, яка тривала до кінця життя Дю Кана.
Дю Кан також виступав за світську обов'язкову школу та за покращення умов життя у в'язницях.
Він також опублікував збірки поезії «Сучасні пісні» та «Переконання», а також романи «Спогади про самогубство» та «Шість пригод» (1857). На початку своєї журналістської кар'єри він регулярно писав для газети Journal des Débats, пізніше він перейшов до Revue des Deux Mondes і став там одним із найважливіших авторів. У 1880 році його прийняли до Французької академії. Найважливішим його дослідженням стала праця «Paris, ses organes, ses fonctions et sa vie» («Париж, його органи, функціонування і життя»), де Дю Кан описав матеріальне та інтелектуальне життя космополітичного міста свого часу.
Він помер на свій 72-й день народження, 8 лютого 1894 року в Німеччині.

## Публікації

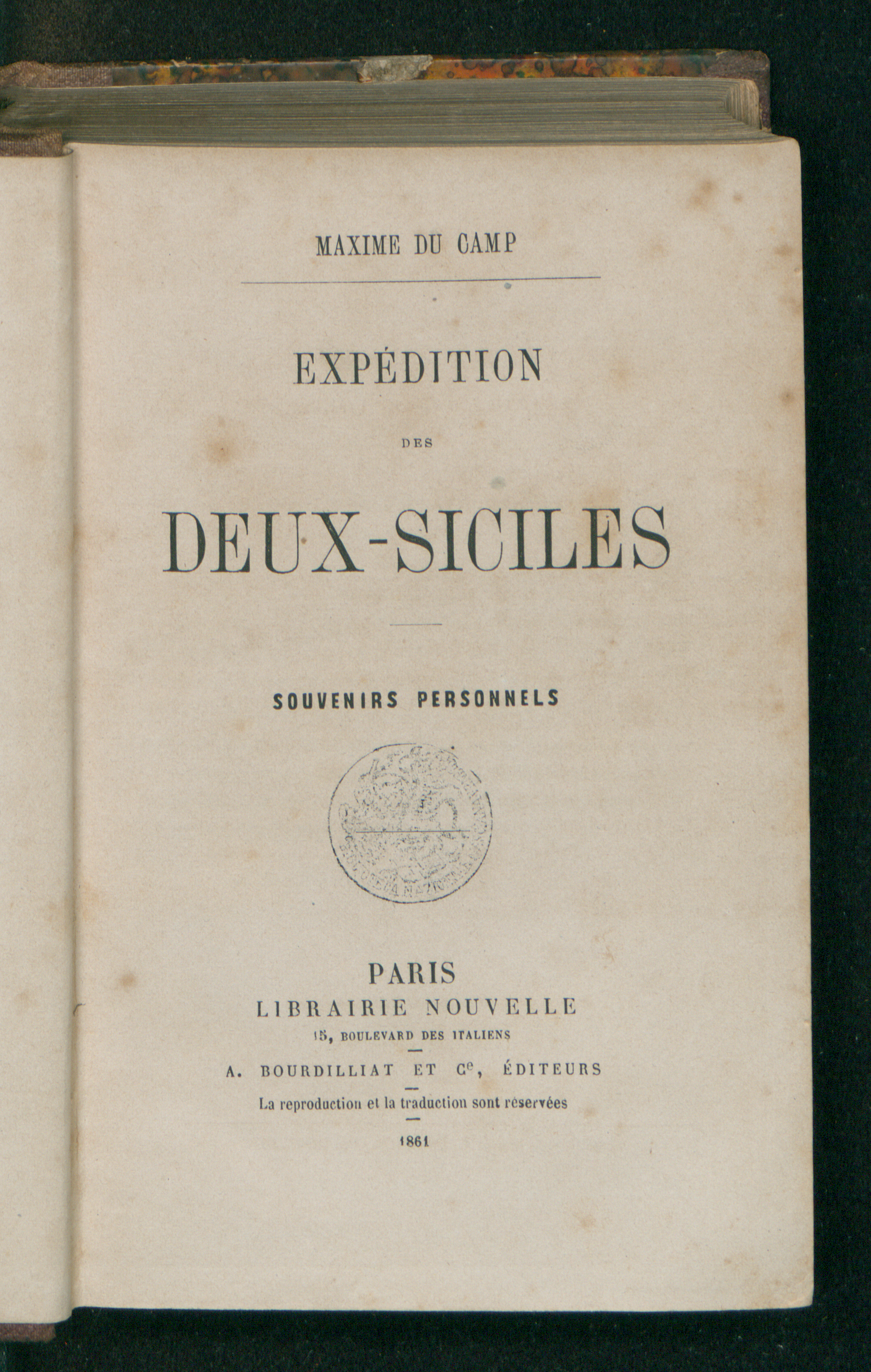
Expedition des Deux-Siciles, 1861

- Égypte, Nubie, Palestine et Syrie (1852)
- Le Nil, Égypte et Nubie (1877)
- Souvenirs et paysage d'Orient (1848)
- Les convulsions de Paris (1875/79, 4 т.)
- Chants modernes. поезія (1860)
- Les convictions. поезія (1858)
- Chants de la matière. поезія (1860)
- Mémoires d'un suicide. роман (1853)
- Les six aventures. роман (1857)
- L'homme au bracelet d'or. роман (1862)
- Les buveurs de cendre. роман (1866)
- L'eunuque, moeurs musulmanes. роман (1856)
- Orient et Italie (1868, подорожні спогади)
- Les ancètres de la commune. L'attentat Fieschi (1877)
- Histoire et critique. Études sur la révolution française (1877)
- Paris, ses organes, ses fonctions et sa vie (1869/75, 6 Bde.)
- Souvenirs littéraires (1882–83, 2 т.) у співавторстві
- La charité privée à Paris (1884).
- Par les champs et les grèves (Voyage en Bretagne) en collaboration avec Gustave Flaubert (1886).